# Ami (Ibaraki)

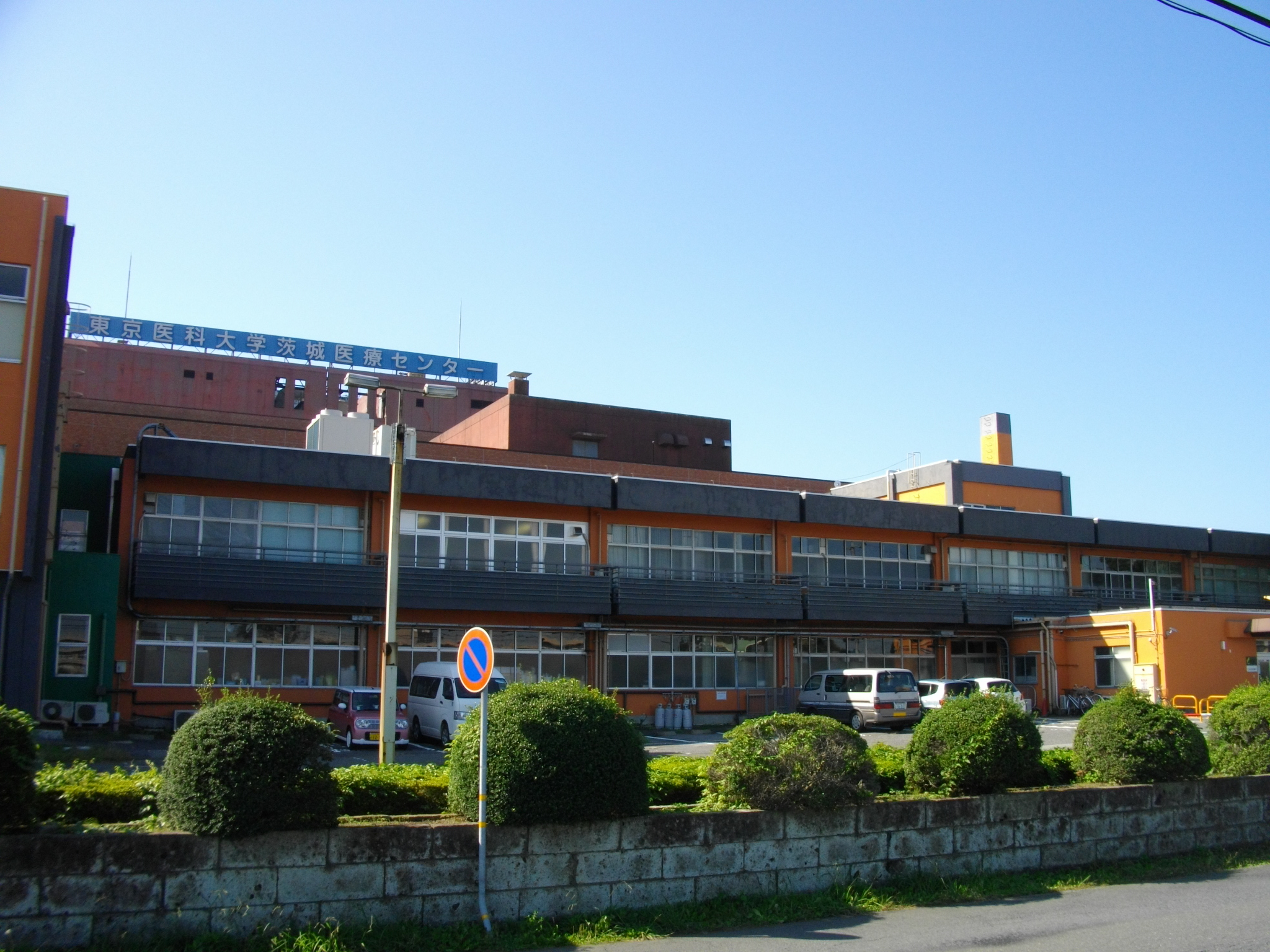
Tokyo Medical University Ibaraki Medical Center en Ami.

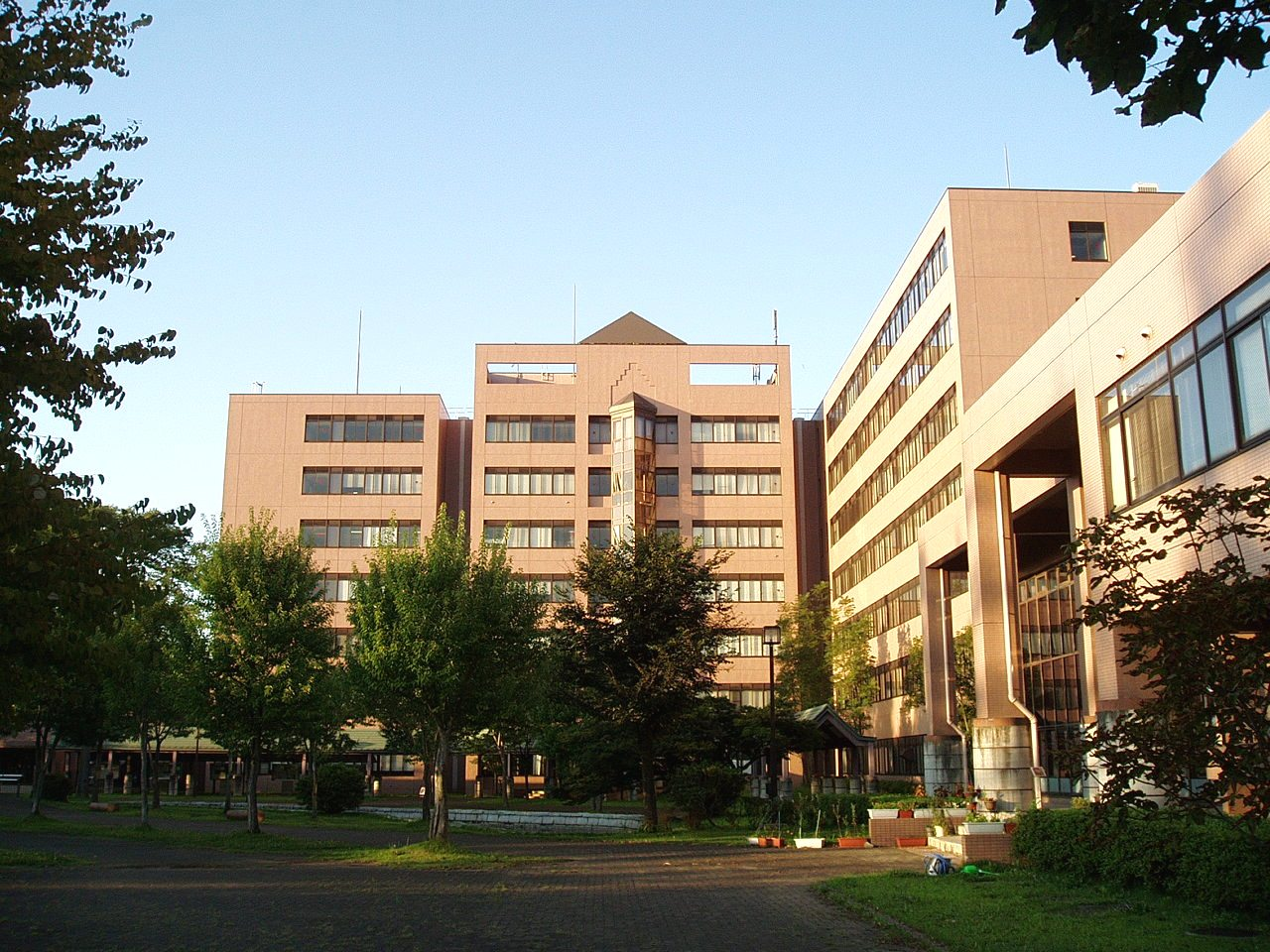
Departamento de Agricultura de Ibaraki University.

Ami (阿見町 Ami-machi?) es una población  situada en el Distrito de Inashiki, de la Prefectura de Ibaraki en Japón. 

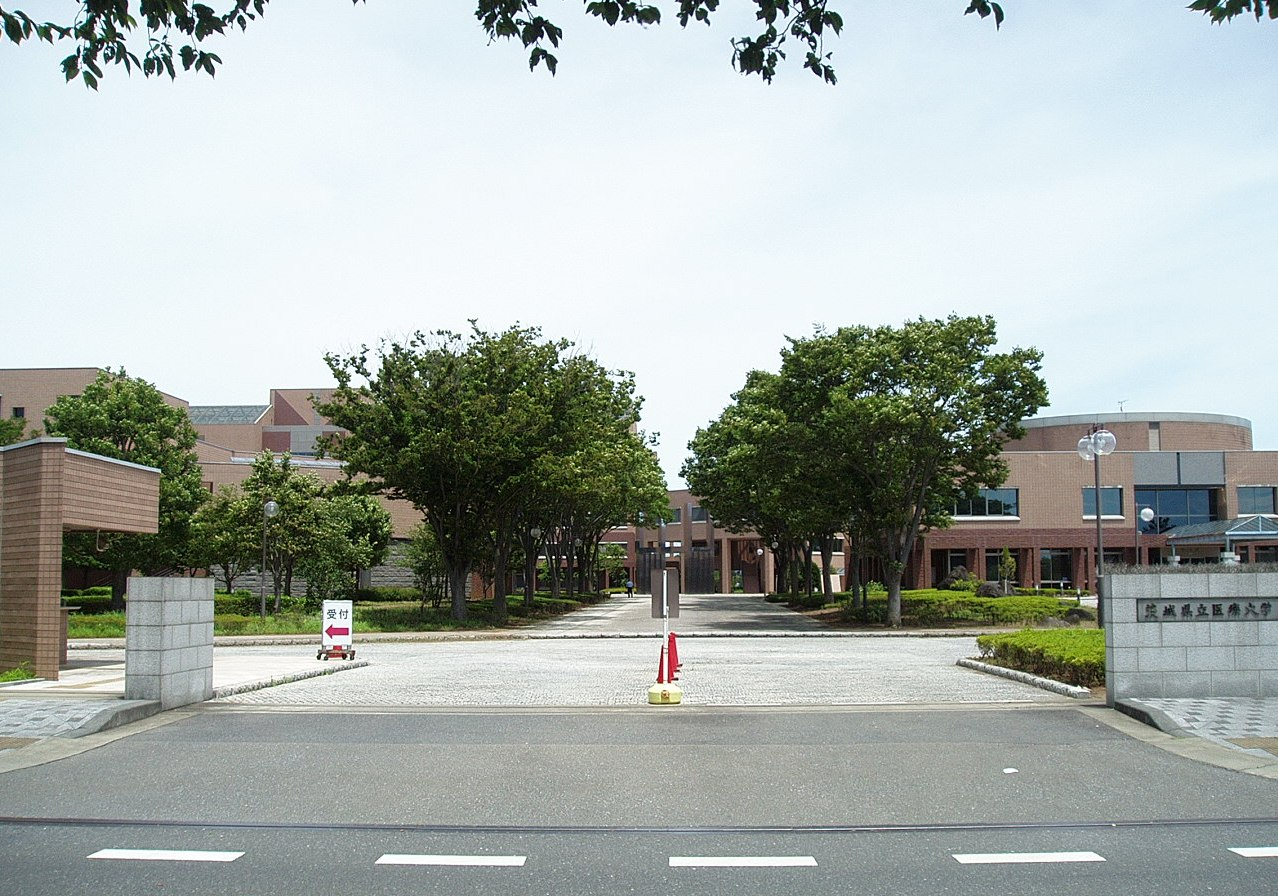
Ibaraki Prefectural University of Health Sciences.

Al 1 de diciembre de 2013 la localidad tenía una de población de 47.724 habitantes y  una densidad poblacional de 668 personas por km².  La superficie total es de 71,39 km².

## Creación de la población
El 1 de abril de 1955, las villas de Ami, Kimihara y Asahi se fusionaron para formar el pueblo de Ami.

## Geografía
La localidad está ubicada a unos 60 km de la metrópoli de Tokio.
La población se encuentra ubicada en la región sureste de la Prefectura de Ibaraki, a orillas del lago Kasumigaura (霞ヶ浦 Kasumigaura ), que es el segundo mayor lago en Japón. Su territorio limita al noroeste con Tsuchiura; al suroeste con Ushiku; al sureste con Inashiki; al este con Miho, y al noreste con el lago Kasumigaura.

## Educación
Se estableció en 1948 la Tokyo Medical University Ibaraki Medical Center (東京医科大学茨城医療センター Tōkyō ikadaigaku Ibaraki iryō sentā), Kasumigaura Campus. La institución es un hospital universitario de la corporación de la escuela de Medicina de la Universidad de Tokio.
Funciona un Departamento de Agricultura de la Universidad de Ibaraki (茨城大学 Ibaraki daigaku), que es una universidad creada en 1949 y localizada en la Prefectura de Ibaraki, con campus en las ciudades de  Mito, Hitachi y Ami.
También funciona la Ibaraki Prefectural University of Health Sciences (茨城県立医療大学 Ibaraki kenritsu iryou daigaku), que fue establecida está universidad en 1995 en esta localidad de Ami.

## Transporte
A la población la cruza la Ruta Nacional 125 y la Ruta Nacional 125 Bypass, que la comunica con Tsuchiura y Tsukuba al oeste, y al este con las ciudades de Inashiki, Itako, Namegata, Katori (Chiba), entre otras.
También es cruzada por la autopista Ken-Ō Expressway (圏央道 Ken-Ō Dō), o Metropolitan Inter-City Expressway (首都圏中央連絡自動車道 Shuto-ken Chūō Renraku Jidōsha-dō); esta autopista es un anillo vial que circunvala externamente a la metrópoli de Tokio, en un radio de 40 a 60 kilómetros, y su longitud es de aproximadamente 300 kilómetros de longitud. A esta autopista tiene acceso por los intercambiadores Amihigashi IC y Ushikuami IC, que la comunica tomando al este con las ciudades de Inashiki y Narita y con Tsukuba viajando al oeste.
Además, puede empalmar en la ciudad de Inashiki con la Ruta Nacional 408, que la comunica con el Aeropuerto Internacional de Narita en la ciudad de Narita; o en la ciudad de Tsukuba empalmar a la autopista Jōban Expressway que la comunica al norte con la capital de la prefectura la ciudad de Mito y al sur con Tokio.
Transcurre al noroeste de la población la vía férrea Línea Jōban, a la cual se puede acceder en las estaciones de Arakawaoki y Hitachi-no-Ushiku, que la comunica al norte con Mito y al sur con Tokio.